# Église du Saint-Esprit de Viry-Châtillon
Pour les articles homonymes, voir Église du Saint-Esprit.
L'église du Saint-Esprit est une église catholique moderne située dans la commune française de Viry-Châtillon et le département de l'Essonne.

## Situation
L'église du Saint-Esprit est située à l'intersection des boulevards Gaillet, Gabriel Péri, Guynemer et Alexandre Bouton.

## Histoire de la construction
Entre 1920 et 1930, la population de la basse plaine de Viry-Châtillon a augmenté de plus de 4 000 habitants. L'église Saint-Denis de Viry-Châtillon était devenue trop petite pour accueillir les nouveaux paroissiens, d'où la nécessité de construire un nouvel édifice. On décida de construire une chapelle, la chapelle du Saint-Esprit, bâtiment en meulière dont les façades étaient en briquette rouge afin de préserver l'harmonie des pavillons alentour. Les travaux débutèrent en 1935, mais se heurtèrent à des problèmes. La création des fondations révéla l'existence d'un ancien lit de la Seine. Six mois furent nécessaires pour pomper toute l'eau avant d'arriver à une base solide. Cet incident provoqua la perte de beaucoup d'argent et la construction dut alors s'arrêter. La nouvelle salle basse du Saint-Esprit fut bénie par l'évêque de Versailles, Monseigneur Roland-Gosselin le 11 octobre 1936. Elle fera office de lieu de culte en attendant la construction de l'église.
Des difficultés financières et la Seconde Guerre mondiale retardèrent la poursuite des travaux. Ce n'est qu'en 1961 qu'on décida de poursuivre la construction de l'édifice sous la direction de l'architecte Anton Korady. La tâche n'était pas simple : il fallait allier l'ancien et le moderne. L'architecte parvint à trouver une harmonie entre la pierre et la brique de la partie inférieure, et le béton et le bois qui seront utilisés pour la partie supérieure. Le réemploi de la meulière a permis l'assemblage des deux constructions dans un style moderne qui fait référence à Le Corbusier.
L'église fut inaugurée le dimanche 4 avril 1964.

## Description

### L'extérieur
Le clocher  est en béton à trois branches et culmine à 30 m.

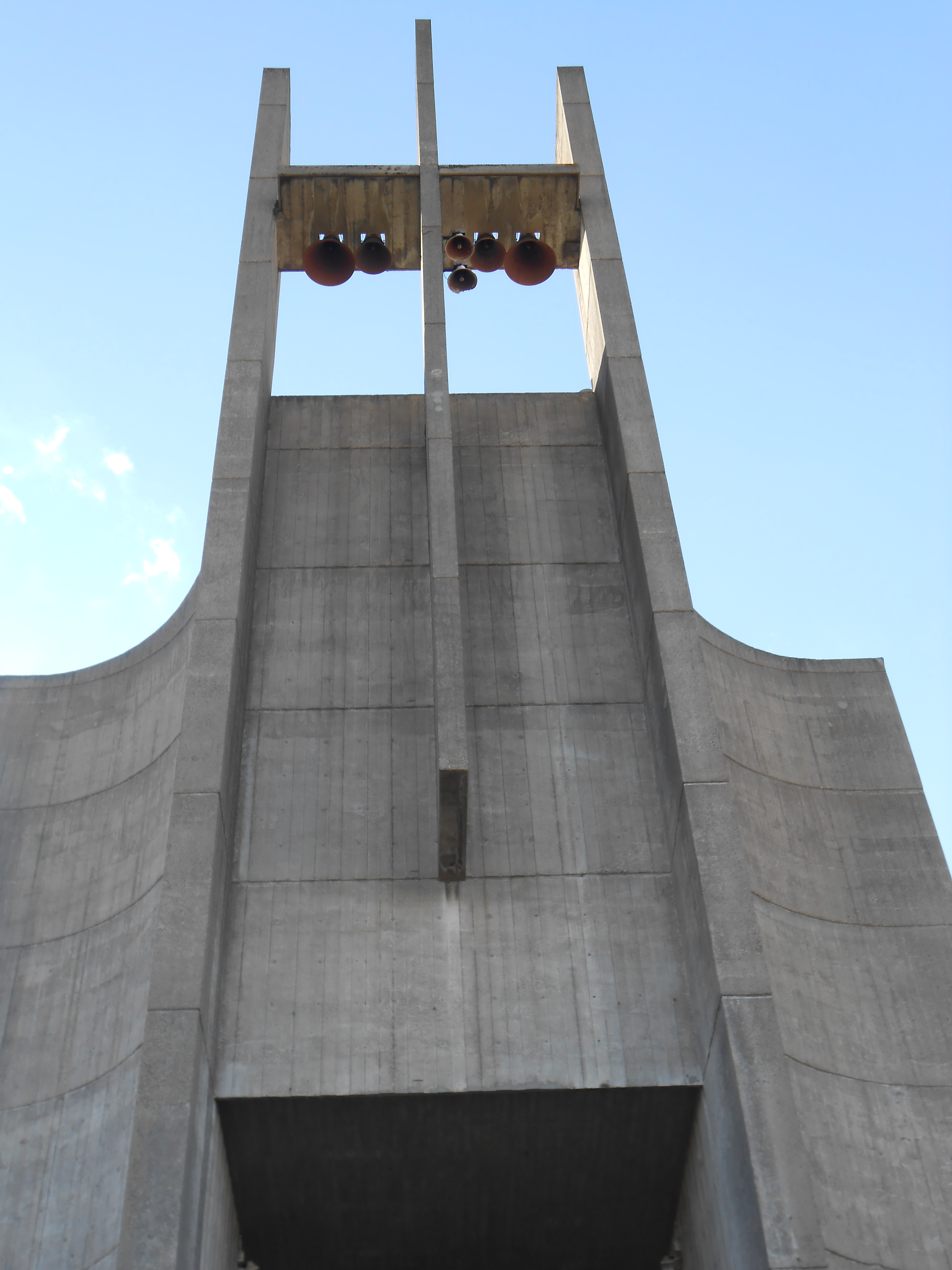
Le clocher

L'escalier en béton armé composé de 33 marches s'apparente à celui de Lourdes.
C'est au sculpteur Maurice Calka que l'on doit le bas-relief du tympan. Il s'agit d'une représentation de la Sainte Face avec de part et d'autre le symbole des quatre Évangélistes.

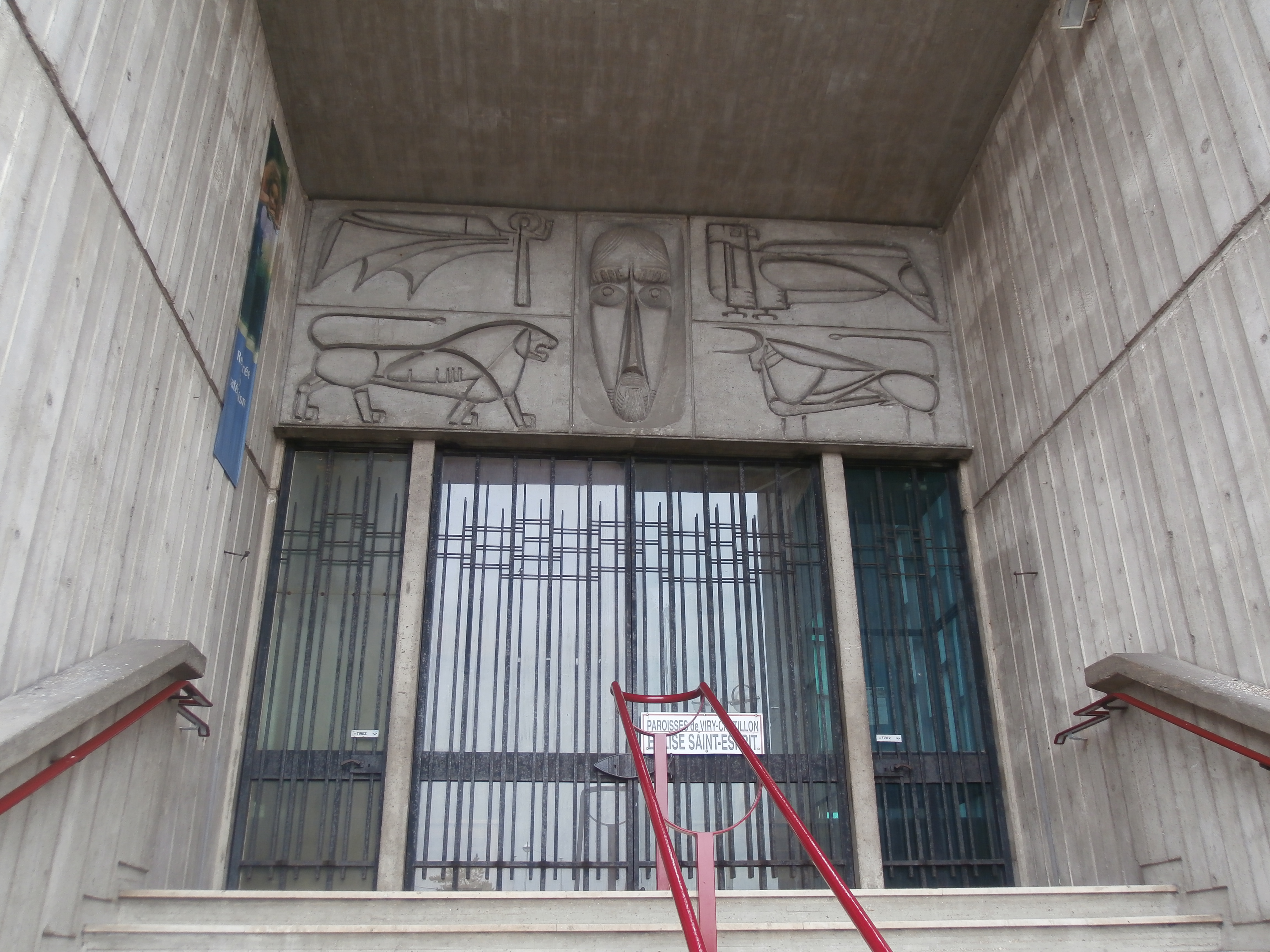
La Sainte Face

### L'intérieur
La nef de l'église du Saint-Esprit est en forme de croix.
La charpente, le plafond de la nef et l'encadrement des verrières sont en bois lamellé-collé.

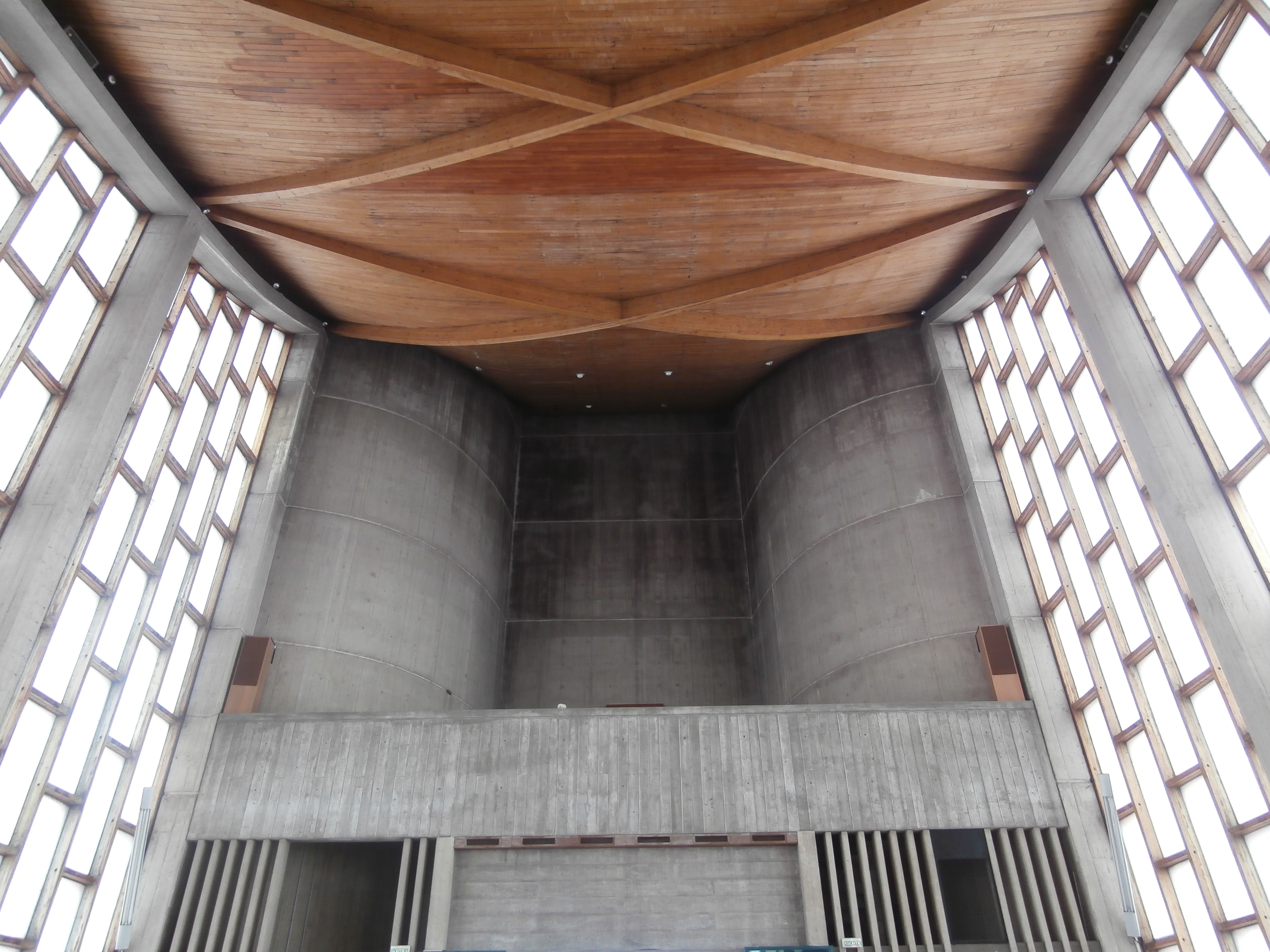
Le plafond de la nef de l'église

Les verrières latérales sont formées de deux vitres, à l'intérieur desquelles une couche de laine de verre est apposée. L'éclairage est ainsi translucide et lumineux.
Des bancs en chêne sont disposés dans l'église selon les plans de l'architecte.
Les sculptures représentant le chemin de croix sont en cuivre et bois.

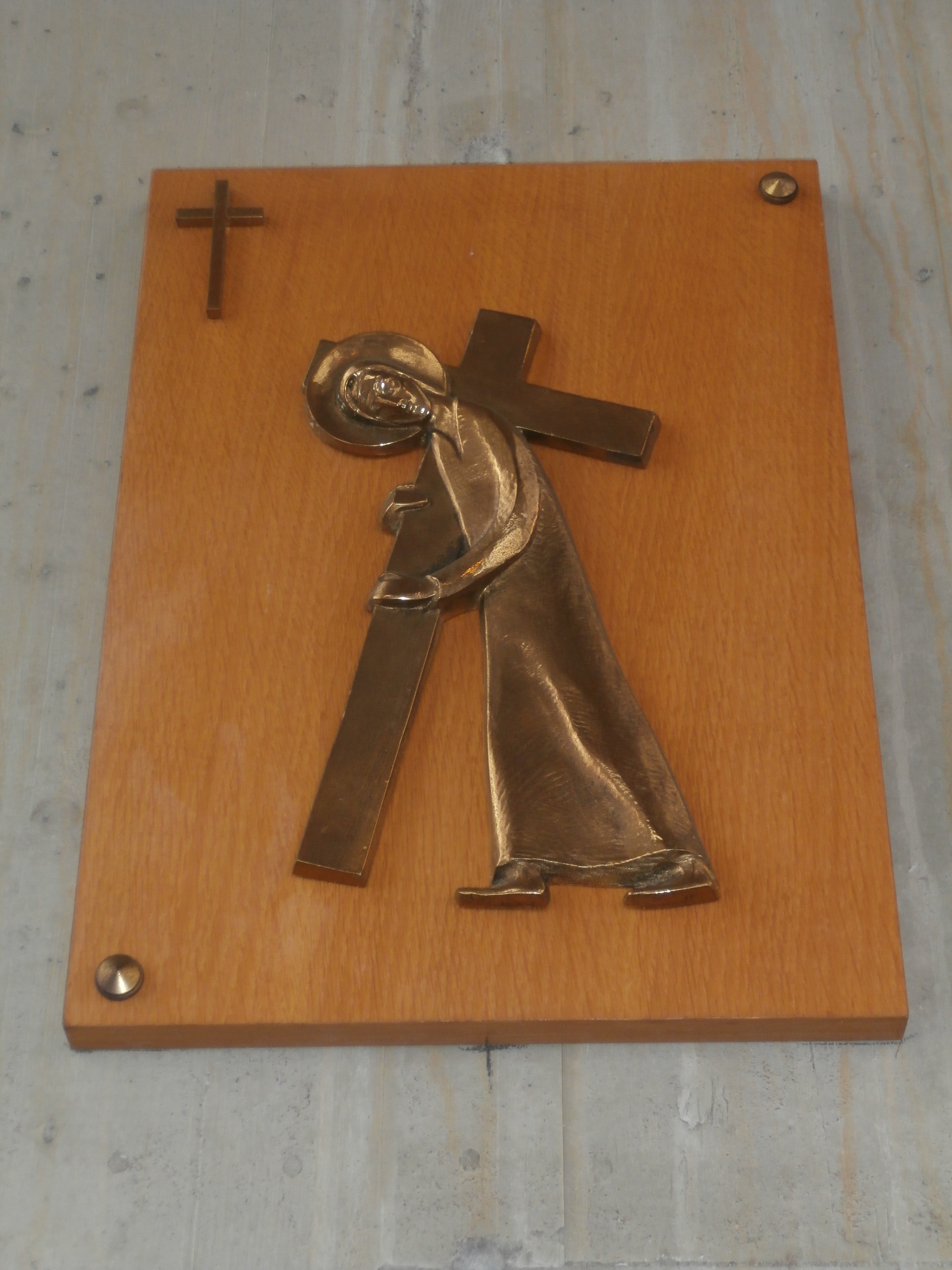
Jésus chargé de sa croix

## Galerie

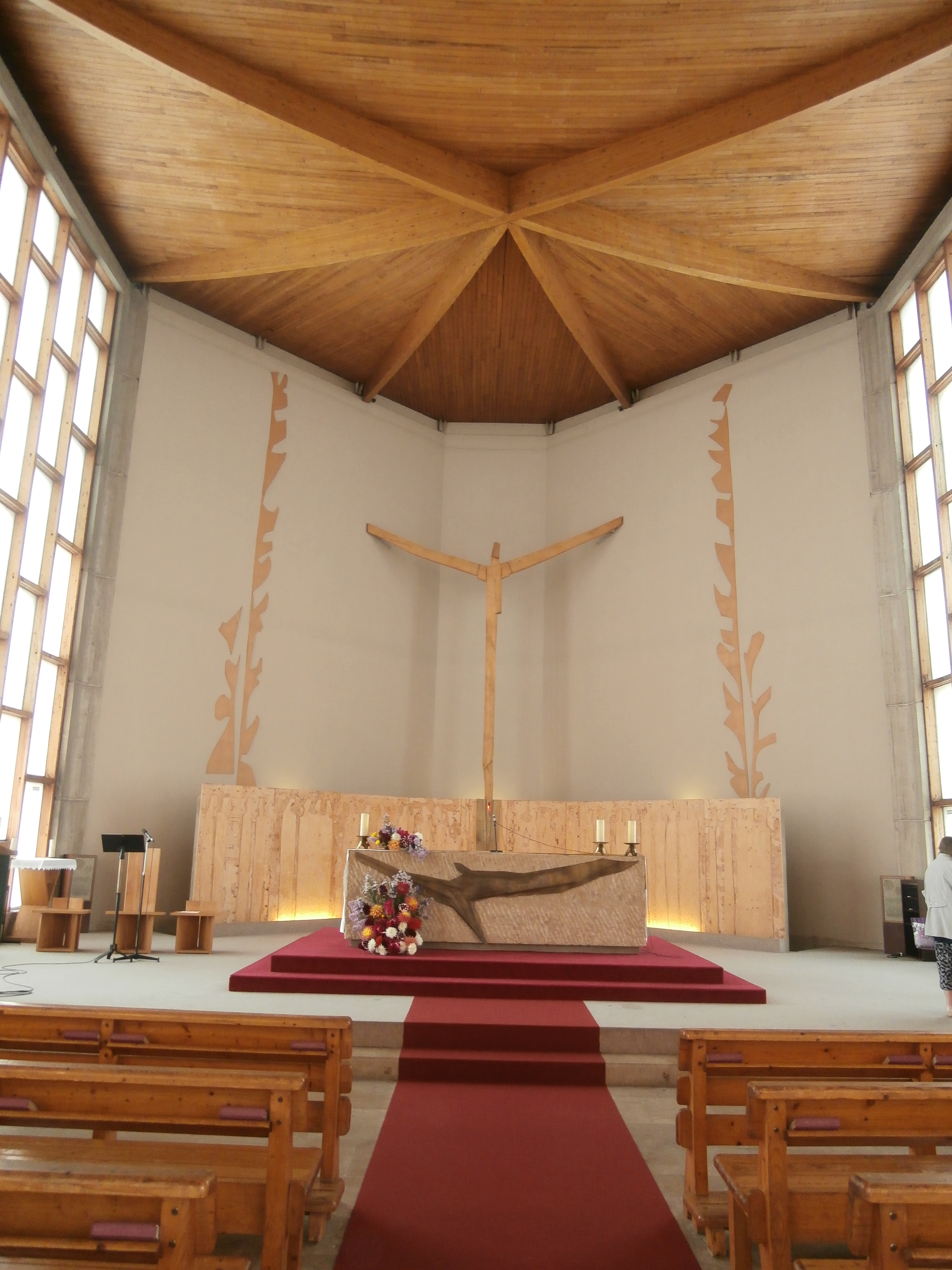
Chœur de l'église.
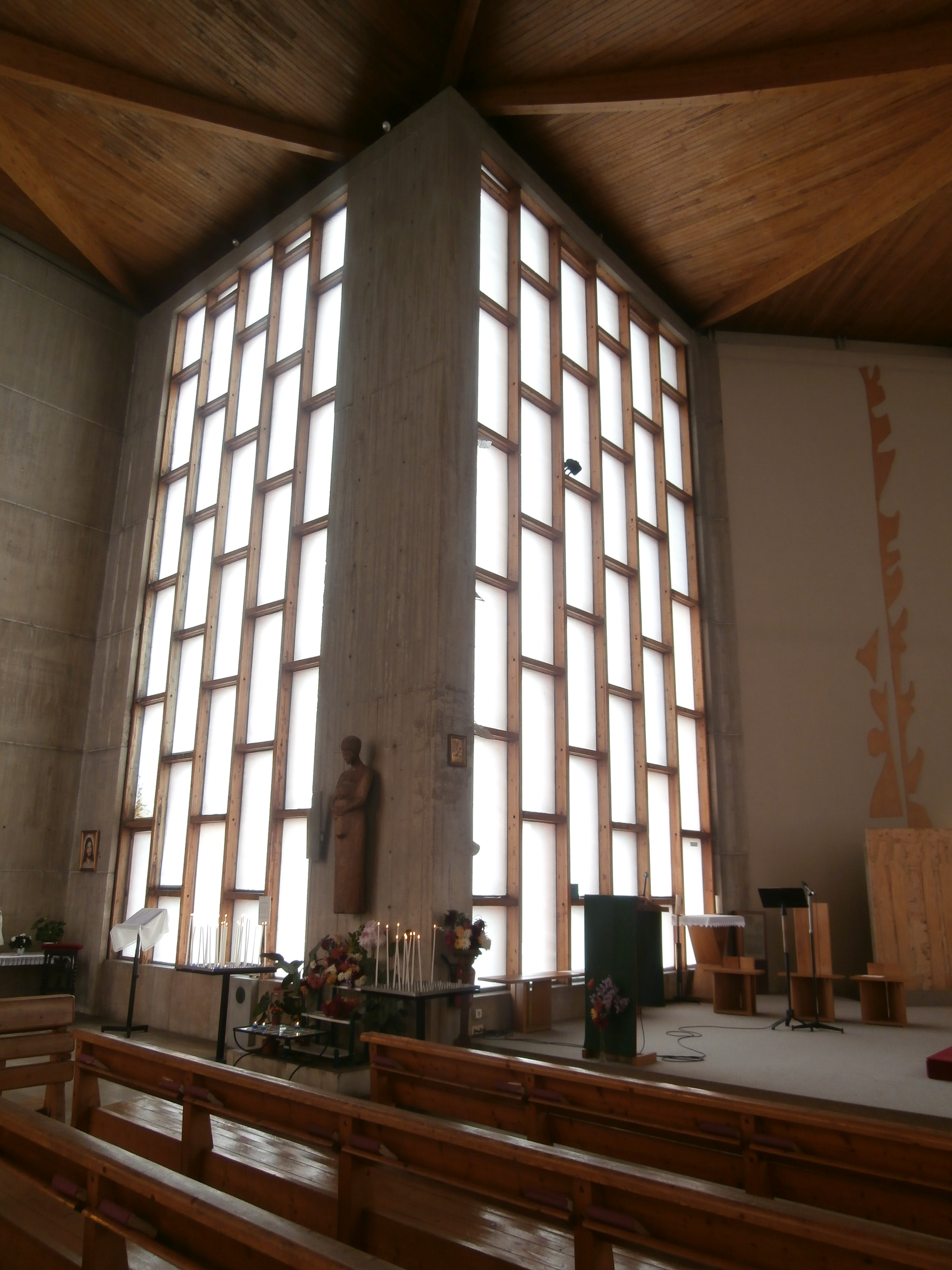
Les verrières de l'église.
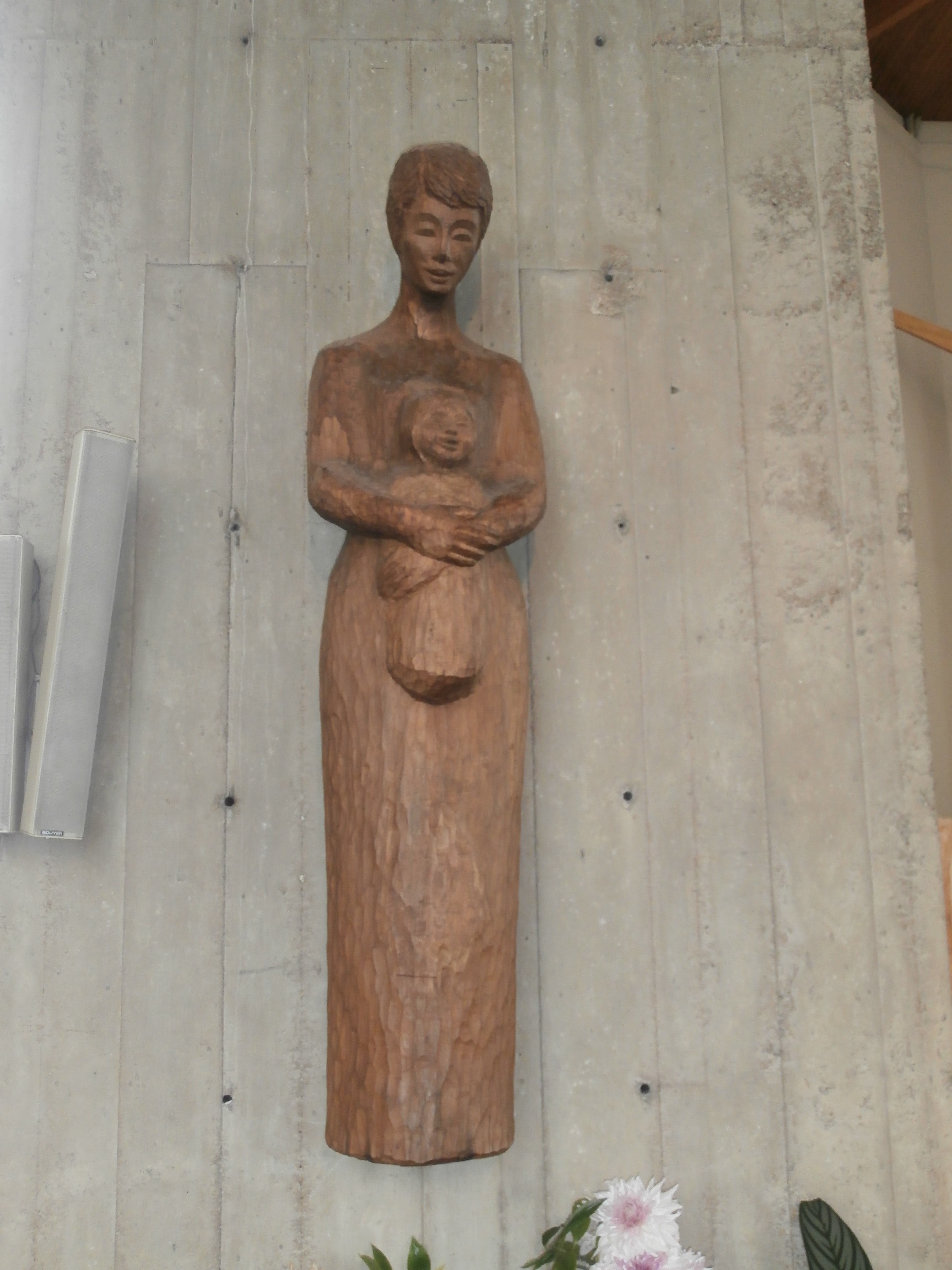
Statue de la Sainte Vierge.
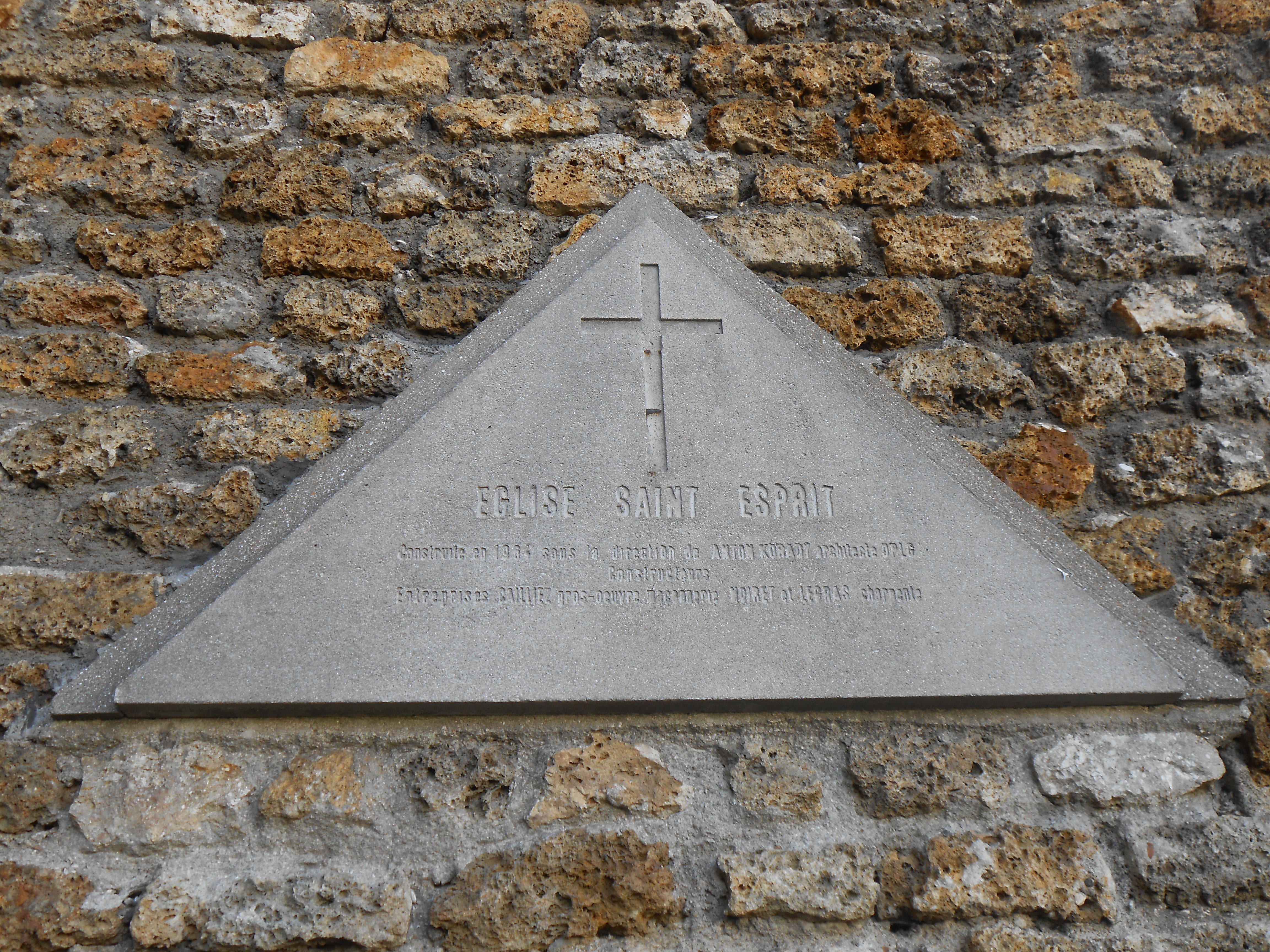
Plaque de la construction de l'église.

## Pour approfondir